# Berghem, Umeå

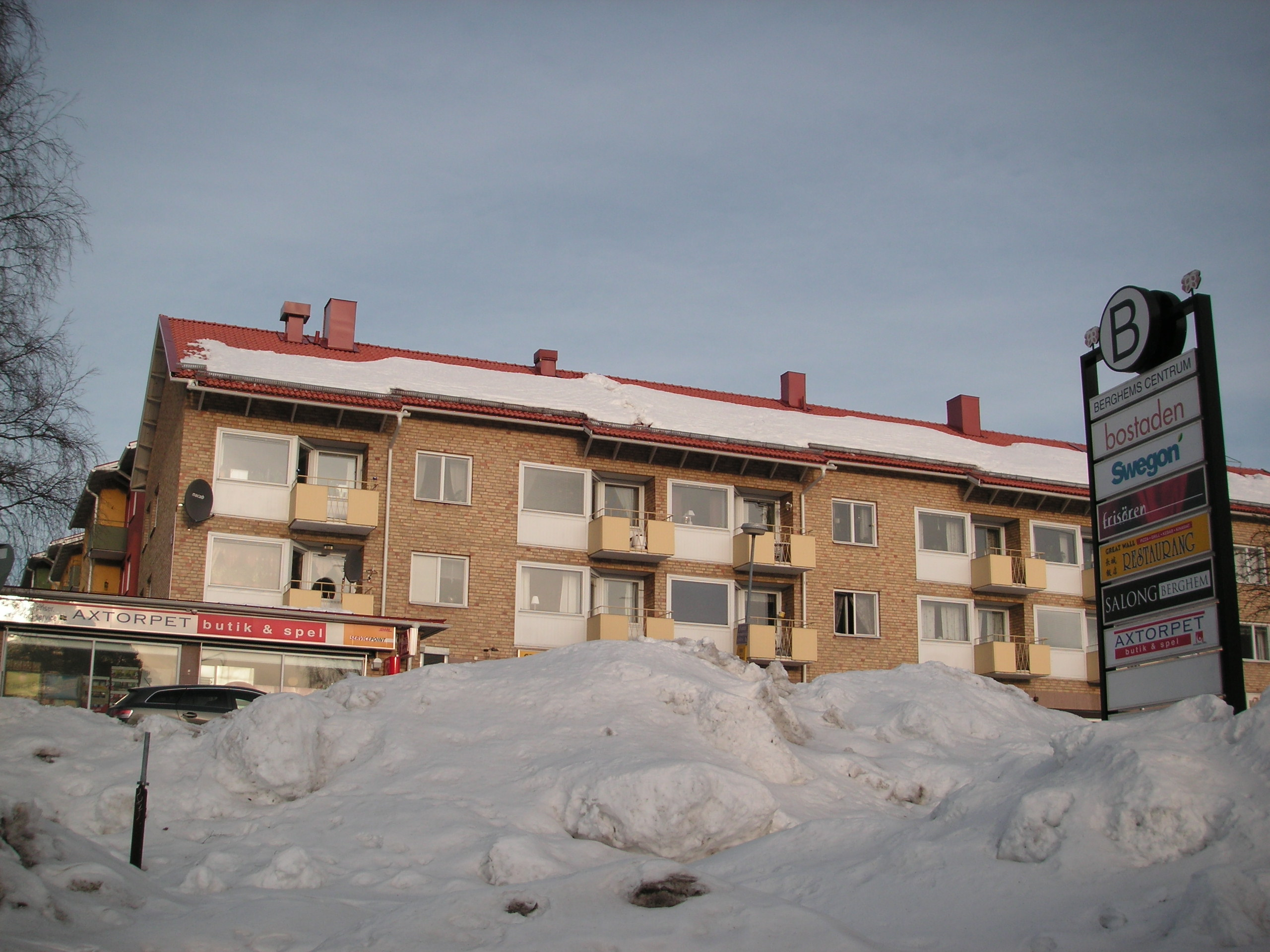
Berghems centrum.

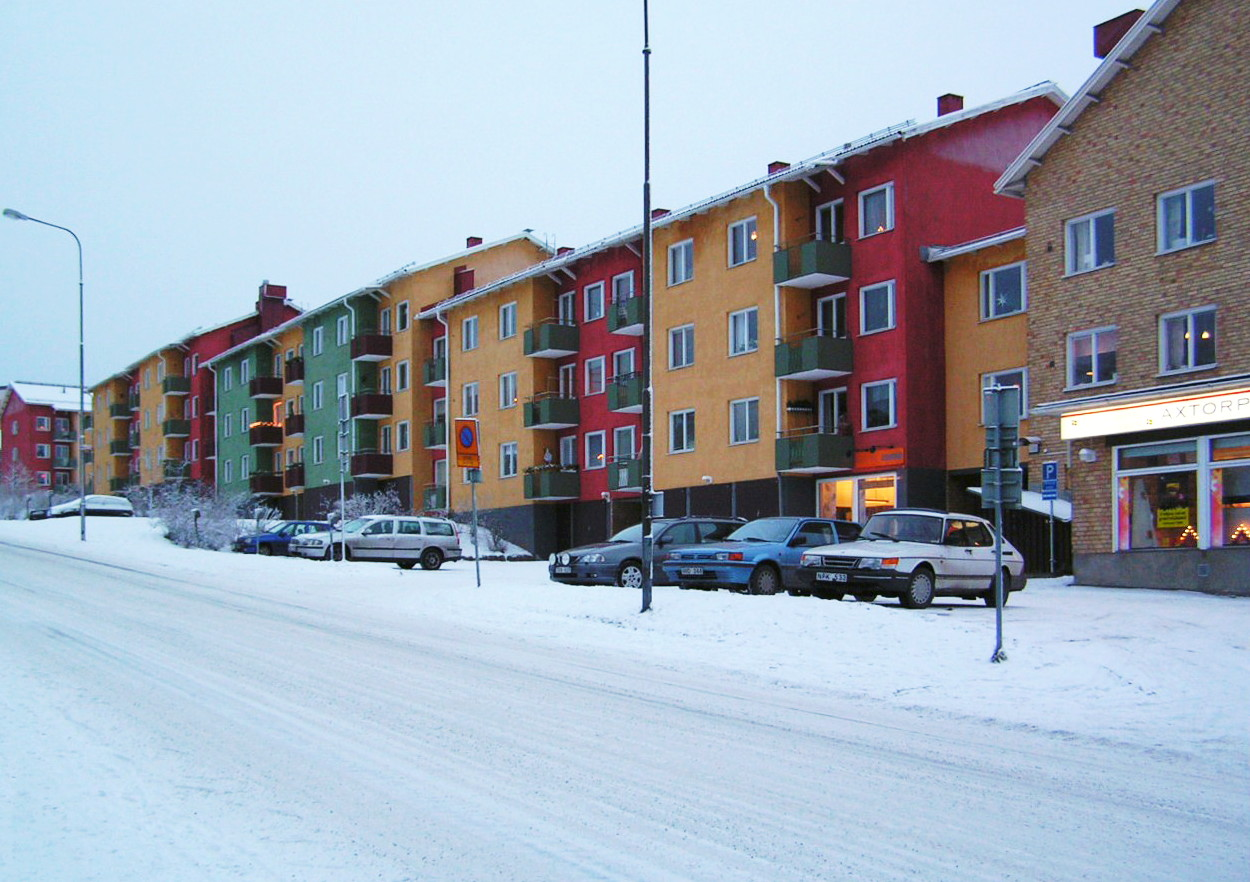
Hyres- och bostadsrätter längs Nydalavägen.

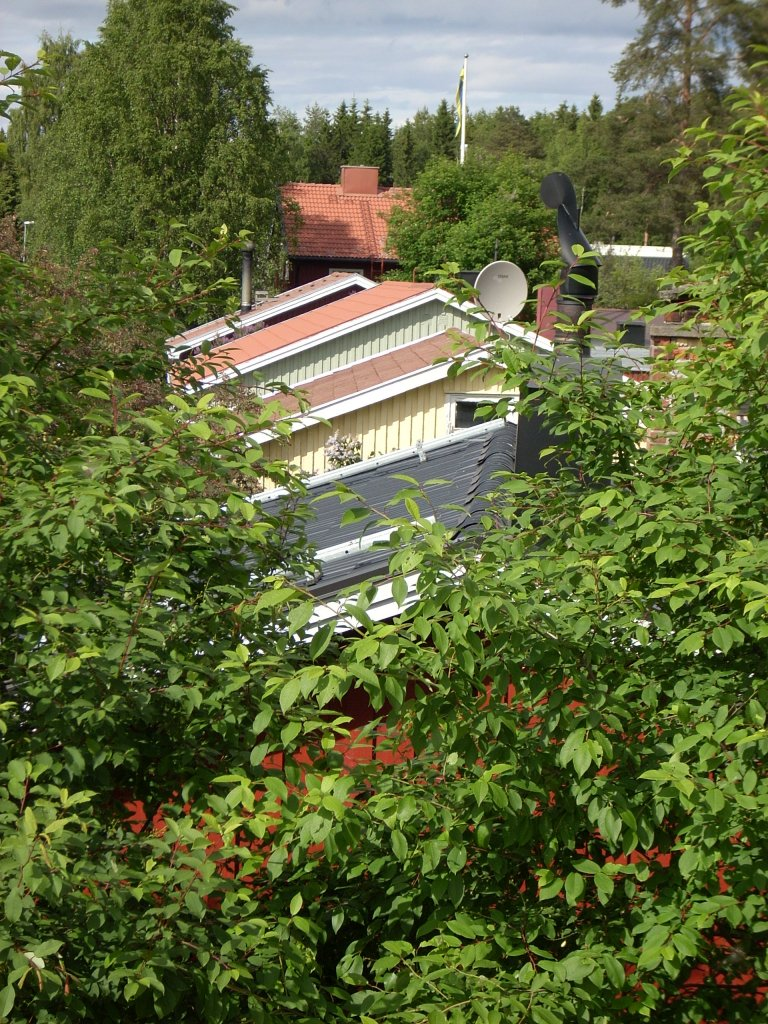
Vy över hustaken på Berghem 2007.

Berghem är en stadsdel i Umeå med omkring 3 600 invånare. Berghem ligger på berget Stadslidens sydsluttning, nordost om innerstaden i närheten av Umeå universitet. Närmast innerstaden och universitetet karaktäriseras bebyggelsen av flerbostadshus byggda under 1950-talet och 1960-talet, medan den mer höglänta delen samt delen mot Lilljansberget har karaktären av trädgårdsstad med villabebyggelse.
På Axtorpsvägen, närmast universitetet, ligger butiken Ica Nära. Granne med Ica ligger kvarterskrogen 'Rött Pub och Restaurang' och pizzerian 'Take Away'.
Berghem har även ett litet centrum med kiosk, frisersalong, blomsteraffär och pizzeria. Bankomat saknades länge, men finns numera i Ica-butiken, som liksom stadsdelens centrum ligger vid Axtorpsvägen, en av centrala Umeås längsta gator. 
Stadsdelen hade förut både bank, postkontor och ungdomsgård ("Kvartan") men dessa lades ner under början av 1990-talet. 
I stadsdelen finns Umeås äldsta förskola, Berghems förskola, som öppnades redan 1966. Det finns även en skola för årskurserna 1–6, Berghemsskolan.  
Till stadsdelen Berghem hör även det mindre delområdet Fridhem, närmast Gammlia-området.

## Historia[2]
Berghem är det första bostadsområdet som uppfördes på donationsjorden i Umeå under 1950–70-talens stora bostadsbyggande.  En stadsplanetävling formade västra Berghems småhuskvarter under slutet av 1940-talet och början av 50-talet. 
I oktober 1946 väckte Kjell Wretling fråga om Berghems planläggning i Byggnadsnämnden genom förslag om stadsplanetävling kring utformningen av ett bostadsområde norr och nordost om Hamrinsberget – Berghem. Efterfrågan på tomtmark och bostäder samt höga tomtpriser i centrum krävde att staden beredde nya bostadsområden. Berghems läge hade en avgörande närhet till centrum och beskrevs i underlaget för tävlingen:  
”Områdets vackra läge och rika möjligheter att skänka staden en tidsenlig och trevlig stadsdel motiverar att alla möjligheter tillvaratagas i syfte att erhålla den allra bästa planlösningen.”
1947 beslutade fullmäktige att tävlingen skulle genomföras. Planområdet avsåg Stadslidens barrskogsbeväxta sluttning åt söder med en öppen dalgång i väster och söder. Här tänktes bostäder för cirka 5.000 personer i lägenheter, småstugor, enfamiljsvillor, radhus och flerfamiljshus. Tävlingsprogrammet hade ambitionen att skapa en »tidsenlig och trevlig stadsdel» med bra närservice, gemensamhetsanläggningar och trafikförhållanden, liksom möjligheter till friluftsliv. Befolkningen förutsattes arbeta i centrala Umeå. Prisnämnden framhöll slutligen tre av de inkomna förslagen från arkitekterna: Nils Grafström, Ivar Stål och Backström och Reinius. Nils Grafströms förslag, "Betula Alba", vann och blev år 1948 underlag för stadsplaneförslaget som fastställdes år 1950.
Byggandet påbörjades åren 1952–53. Många hus byggdes under 1952 enligt den s.k.  självbyggeriprincipen, i samarbete mellan HSB:s centrala egnahemsavdelning och lokalföreningen. I huvudsak var det HSB-medlemmar som byggde. Självbyggeriet gick ut på att t.ex. grävning och gjutning av grunder skedde med fackfolk, men att egnahemsbyggarna själva utförde en stor del av byggnadsarbetet. Grafström hade lagt ut villor kring Olofsdal, men denna del av planen fastställdes inte. Endast småstugorna byggdes enligt de ursprungliga planerna.
1954  lades 73 nya tomter ut i parken mot Nydalavägen och öster om Berghemsvägen, enligt en plantyp med tomter på rad utmed lätt svängda gator. Detta schema kunde byggas på, vilket också skedde 1957–58. Därmed var hela norra Berghem, inklusive Olofsdal, förvandlat till villaområde, det största i Umeå från 1950-talet. Här finns främst enplans- och 1 1/2-planshus i typer som var vanliga i slutet av 50-talet och början av 60-talet. Arkitekt Torkel Sjöström var Umeås flitigaste formgivare av enfamiljsvillor vid denna tid och har ritat många hus i Berghems och Västerslätts villaområden. I mitten av Berghemsområdet tillkom ett radhusområde vid Nydalavägen och Skidspåret (kv Ackjan och Pulkan). Här byggde HSB totalt 48 radhus 1964. De försåldes med äganderätt på 1970-talet.
Projektering för flerfamiljsområdet mellan Nydalavägen och Skidspåret inleddes hösten 1950. 1953 växte det kommunala byggnadsprogrammet genom den nybildade Stiftelsen Bostaden och 150 lägenheter avsattes för att disponeras av Vattenfall för personal som uppförde Stornorrfors kraftstation till 1959.  Åren 1953-58 färdigställdes drygt 500 lägenheter av Stiftelsen Bostaden, Riksbyggen och HSB.
Åren 1958–63 ändrades och utvidgades stadsplanen för flerfamiljsområdet för lamellhus och punkthus – en ny hustyp i Umeå. Med punkthusen ville man skapa omväxling åt lamellhusbebyggelsen och tillvarata den fina utsikten från Stadslidens sluttning. Området fick också skola, Berghemsskolan, och förskolan Berghem intill. Förskolan Berghem är idag Umeås äldsta förskola. Den första punkthusgruppen med tre fyravåningshus. vid Axtorpsvägen blev stadens första punkthus. Kedjehusen söder om Axtorpsvägen, avsedda för läroverkslärare, ersatte Grafströms ursprungliga planer med tvåfamiljshus i området. Åren 1952–64 byggdes 1 082 lägenheter i flerfamiljshus. Därtill kom småhus och studentbostäder.
Det var på Berghem Umeås första studentbostäder byggdes 1956. Man omdisponerade 4-rumslägenheter till trerummare och enrummare med egen ingång. Hyran låg på 95kr/månad.

## Kuriosa
Den kända idol-deltagaren och artisten Tove Styrke växte upp på Berghem.